# Cantonul Aix-les-Bains-Centre
Cantonul Aix-les-Bains-Centre este un canton din arondismentul Chambéry, departamentul Savoie, regiunea Rhône-Alpes, Franța.

## Comune
- Aix-les-Bains (parțial)